# Westmont (Illinois)
Westmont est un village du comté de DuPage dans l'Illinois, aux États-Unis,. Westmont est situé à l'est du comté et à l'ouest de Clarendon Hills.

## Histoire
La région de l'actuel village était habitée par le peuple Potéouatamis, jusqu'en 1833. Les premiers pionniers passent dans le comté dès 1829. L’État de l'Illinois autorise la construction du canal Illinois-Michigan dès 1820 et celle-ci démarre à partir des années 1830. Les colons défrichent les terres et l'agriculture en devient la principale activité. En raison de la proximité avec Chicago, les agriculteurs ont un marché pour leurs produits agricoles et la région autour de Westmont devient l'une des régions les plus prospères de l'État. Le village est fondé au début des années 1900. Il est incorporé le 10 novembre 1921 ou le 24 mars 1925.

## Démographie
Lors du recensement de 2010, le village comptait une population de 24 685 habitants. Elle est estimée, en 2016, à 24 767 habitants.

## Personnalité liée à Westmont
- Muddy Waters (1913-1983), chanteur de blues américain, y est décédé ;
- Tori Franklin (1992-), athlète américaine, y est née.

## Source de la traduction
- (en) Cet article est partiellement ou en totalité issu de l’article de Wikipédia en anglais intitulé « Westmont, Illinois » (voir la liste des auteurs).